# Các biệt thự do Palladio thiết kế ở Veneto
Các dinh thự do Palladio thiết kế ở Veneto là một tập hợp các dinh thự Venezia được xây dựng vào giữa thế kỷ 16 bởi kiến trúc sư Andrea Palladio dành cho các gia đình quý tộc và các thành viên của giai cấp tư sản thượng lưu của Cộng hòa Venezia tập trung ở tỉnh Vicenza. Cùng với 23 công trình của Palladio ở thành phố Vicenza, 24 dinh thự do ông thiết kế ở Veneto đã được UNESCO công nhận là Di sản thế giới vào năm 1994 và 1996.
Các dinh thự của Palladio khác so với các dinh thự La Mã và cả dinh thự Medici. Đó không chỉ là các khu vực để sinh hoat giải trí, mà trên hết còn là những khu vực sản xuất. Được bao quanh bởi những cánh đồng rộng lớn và những vườn nho, các dinh thự bao gồm cả nhà kho, quầy hàng phục vụ cho công việc nông nghiệp. Thông thường khu vực bên cánh của dinh thự được thiết kế là môi trường làm việc, phân chia hợp lý không gian dành cho chủ sở hữu, công nhân để không chồng chéo các hoạt động của nhau. Khu vực trung tâm được phân chia theo chiều dọc, trong đó mỗi tầng của dinh thự thực hiện các chức năng khác nhau.
Nhờ có việc mô tả và các bản vẽ chi tiết của Palladio trong chuyên luận I quattro libri dell'architettura (Bốn cuốn sách về kiến trúc) năm 1570 mà các dinh thự của Palladio trở thành đối tượng nghiên cứu của rất nhiều các kiến trúc sư tại trong và ngoài châu Âu, những người lấy cảm hứng từ những thiết kế của ông.

## Kiến trúc
Danh tiếng của ông có ngay từ khi ông còn sống và thậm chí là kể cả sau khi ông đã qua đời nhờ khả năng thiết kế các dinh thự của ông. Trong Cuộc chiến của Liên minh Cambrai (1509-1517), nhà cửa, chuồng trại và các cơ sở vật chất tại nông thôn bị thiệt hại nặng nề. Quá trình phục hồi chậm và chỉ đến những năm của Thập niên 1540, khi thực phẩm tại các đô thị tăng cao, chính phủ quyết định sẽ có giải pháp để Venice và Veneto không còn phụ thuộc vào lượng lúa mì nhập khẩu nữa, đặc biệt là từ mối đe dọa Đế quốc Ottoman. Khoản đầu tư khổng lồ vào nông nghiệp để xây dựng cơ sở vật chất phục vụ cho sản xuất nông nghiệp được đẩy nhanh tiến độ. Trong nhiều thập kỷ, các chủ sở hữu đã liên tục thu được lợi nhuận lớn dưới thời chính quyền Venezia ổn định, các bất động sản đã củng cố quyền thống trị của họ không chỉ thông qua việc mua bán, mà còn bằng cách trao đổi các bất động sản với các chủ sở hữu khác. Đầu tư vào thủy lợi và thoát nước làm tăng thêm thu nhập của những chủ đất vốn đã giàu có.
Các dinh thự của Palladio đáp ứng nhu cầu về một loại hình cư trú mới ở nông thôn. Theo đó, thiết kế của ông không cần thiết phải là một thiết kế dinh thự lớn ở trong nước, theo mô hình tại các thành phố mà là trên thực tế từ các biệt thự cuối thế kỷ 15 (như Villa Porto khổng lồ ở Thiene). Nó được thiết kế lại nhỏ hơn, thường là chỉ một tầng chính để ở tích hợp là nơi kiểm soát các hoạt động sản xuất để có thể thu được lợi nhuận lớn hơn từ hoạt động sản xuất, để tạo hình ảnh và để tiếp các vị khách quan trọng.
Mặt tiền được chi phối bởi các bệ đá và được trang trí bởi những dấu hiệu của chủ nhà, như là lời tuyên bố sự hiện diện trên một khu vực đất đai rộng lớn mà không cần phải thông qua các tòa nhà cao lớn như thành phố. Khu vực sinh hoạt cung cấp một nơi yên tĩnh và thoải mái cho các bữa ăn, trò chuyện và các buổi hòa nhạc có thể dễ thấy nhất ở Villa Caldogno.
Bên trong, dinh thự được phân bố chức năng theo cả chiều ngang và chiều dọc. Nhà bếp, nhà để đồ ăn, phòng giặt là, hầm rượu nằm ở tầng trệt. Không gian rộng lớn dưới mái hiên dùng để chứa sản phẩm có giá trị nhất là lúa mì, nhưng vô tình lại trở thành khu vực cách ly với các hoạt động ở tầng trệt. Trên tầng chính là nơi ở của các thành viên trong gia đình và tiếp khách. Trung tâm là phòng hội trường hay phòng khách, hai bên là các phòng đối xứng nhau, từ những căn phòng lớn hình chữ nhật cho đến những phòng hình vuông cỡ trung bình và hình chữ nhật nhỏ được sử dụng cho các hoạt động từ ăn uống, giải trí cho đến là khu vực văn phòng quản lý sản xuất và tiền bạc.
Nhà của chủ sở hữu không phải là tòa nhà trên đất duy nhất mà Palladio thiết kế, thậm chí còn có cả các công trình phòng thủ, tường rào và cả khoảng sân giếng trời cũng được ông thiết kế để bảo vệ gia chủ trước những kẻ cướp bóc. Khoảng sân là nơi có Bachessa, Tháp Dovecote, Lò nướng, Chuồng nuôi, Nhà ở cho người giúp việc và công nhân sản xuất, phòng để phô mai và hầm để ép rượu nho. Một số khu vực khác như vườn rau và gia vị, bể cá, vườn cây lớn đều được nhóm lại nằm trong các bức tường bảo vệ.
Trong các bản vẽ của mình, Palladio đã cố gắng phối hợp tất cả các yếu tố khác nhau mà trong các khu phức hợp trước đó không có được. Định hướng của dinh thự cũng rất quan trọng: trong cuốn sách của ông, Palladio nói rằng Barchesse nên được hướng về phía nam để giữ cho rơm khô và tránh bị cháy.
Palladio tìm thấy nguồn cảm hứng trong các khu phức hợp cổ đại giống như những ngôi nhà nông thôn được bao quanh, hoặc có lẽ ông đã thực sự tin ở khu dân cư kiểu mẫu như là Thánh địa Hercules Victor tại Tivoli. Trong chuyên luận của mình, Palladio thường cho thấy các dinh thự đối xứng, nhưng trong thực tế, ông nhận thức được thực tế rằng nếu không thể xây Barchessa quay về phía nam như trường hợp của Villa Barbaro, thì cả khu phức hơp sẽ không bao giờ đối xứng được. Một ví dụ khác là Villa Pojana, nơi barchessa có các cột đá Doric lớn tinh tế và chắc chắn được thiết kế bởi Palladio. Hiên của nó có quay về hướng nam nhưng lại và không được đối xứng với mặt tiền chính của tòa nhà.

## Danh sách
Dưới đây là danh sách các dinh thự do Palladio thiết kế nằm trong danh sách Di sản thế giới của UNESCO:
| Số hiệu UNESCO | Tên                    | Đô thị                  | Tỉnh    | Hình ảnh | Tọa độ                                        |
| -------------- | ---------------------- | ----------------------- | ------- | -------- | --------------------------------------------- |
| 712-002        | Dinh thự Trissino      | Vicenza                 | Vicenza |          | 45°33′55″B 11°32′49″Đ / 45,56528°B 11,54694°Đ |
| 712-003        | Villa Gazzotti Grimani | Vicenza                 | Vicenza |          | 45°33′13″B 11°34′30″Đ / 45,55361°B 11,575°Đ   |
| 712-004        | Villa Almerico Capra   | Vicenza                 | Vicenza |          | 45°31′54″B 11°33′36″Đ / 45,53167°B 11,56°Đ    |
| 712-005        | Villa Angarano         | Bassano del Grappa      | Vicenza |          | 45°46′50″B 11°43′25″Đ / 45,78056°B 11,72361°Đ |
| 712-006        | Villa Caldogno         | Caldogno                | Vicenza |          | 45°36′26″B 11°30′24″Đ / 45,60722°B 11,50667°Đ |
| 712-007        | Villa Chiericati       | Grumolo delle Abbadesse | Vicenza |          | 45°30′16″B 11°39′12″Đ / 45,50444°B 11,65333°Đ |
| 712-008        | Villa Forni Cerato     | Montecchio Precalcino   | Vicenza |          | 45°39′11″B 11°33′40″Đ / 45,65306°B 11,56111°Đ |
| 712-009        | Villa Godi             | Lugo Vicentino          | Vicenza |          | 45°44′44″B 11°31′43″Đ / 45,74556°B 11,52861°Đ |
| 712-010        | Villa Pisani           | Lonigo                  | Vicenza |          | 45°21′31″B 11°22′10″Đ / 45,35861°B 11,36944°Đ |
| 712-011        | Villa Poiana           | Poiana Maggiore         | Vicenza |          | 45°16′54″B 11°30′3″Đ / 45,28167°B 11,50083°Đ  |
| 712-012        | Villa Saraceno         | Agugliaro               | Vicenza |          | 45°18′38″B 11°35′12″Đ / 45,31056°B 11,58667°Đ |
| 712-013        | Villa Thiene           | Quinto Vicentino        | Vicenza |          | 45°34′22″B 11°37′47″Đ / 45,57278°B 11,62972°Đ |
| 712-014        | Villa Trissino         | Sarego                  | Vicenza |          | 45°25′42″B 11°24′49″Đ / 45,42833°B 11,41361°Đ |
| 712-015        | Villa Valmarana        | Bolzano Vicentino       | Vicenza |          | 45°35′1″B 11°36′41″Đ / 45,58361°B 11,61139°Đ  |
| 712-016        | Villa Valmarana        | Monticello Conte Otto   | Vicenza |          | 45°34′58″B 11°35′40″Đ / 45,58278°B 11,59444°Đ |
| 712-017        | Villa Badoer           | Fratta Polesine         | Rovigo  |          | 45°01′48″B 11°38′46″Đ / 45,03°B 11,64611°Đ    |
| 712-018        | Villa Barbaro          | Maser                   | Treviso |          | 45°48′20″B 11°58′48″Đ / 45,80556°B 11,98°Đ    |
| 712-019        | Villa Emo              | Vedelago                | Treviso |          | 45°42′43″B 11°59′23″Đ / 45,71194°B 11,98972°Đ |
| 712-020        | Villa Zeno             | Cessalto                | Treviso |          | 45°42′11″B 12°38′20″Đ / 45,70306°B 12,63889°Đ |
| 712-021        | Villa Foscari          | Mira                    | Venezia |          | 45°26′7″B 12°12′1″Đ / 45,43528°B 12,20028°Đ   |
| 712-022        | Villa Pisani           | Montagnana              | Padova  |          | 45°13′37″B 11°28′7″Đ / 45,22694°B 11,46861°Đ  |
| 712-023        | Villa Cornaro          | Piombino Dese           | Padova  |          | 45°36′14″B 11°59′57″Đ / 45,60389°B 11,99917°Đ |
| 712-024        | Villa Serego           | San Pietro in Cariano   | Verona  |          | 45°29′58″B 10°55′32″Đ / 45,49944°B 10,92556°Đ |
| 712-025        | Villa Piovene          | Lugo Vicentino          | Vicenza |          | 45°44′48″B 11°31′36″Đ / 45,74667°B 11,52667°Đ |

Trong số này, Villa Trissino được hầu hết các nhà phê bình cho rằng không phải là thiết kế của Palladio nhưng kiến trúc của nó vẫn dựa theo thiết kế của ông.

### Khác
Một số dinh thự khác do ông thiết kế toàn bộ hoặc một phần không nằm trong danh sách di sản thế giới là:
- Barchessa di Villa Thiene, chưa hoàn thành.
- Villa Repeta, bị phá hủy bởi hỏa hoạn và xây dựng lại theo hình thức khác
- Villa Porto, Molina, chưa hoàn thành
- Villa Porto, Vivaro, không chắc chắn của Palladio mặc dù cấu trúc của nó theo phong cách Palladio
- Villa Contarini
- Villa Arnaldi, chưa hoàn thành

Ngoài ra, Villa Mocenigo nằm tại Venezia xây dựng chưa hoàn thành thì đã bị phá hủy vào cuối thế kỷ 18.

## Hình ảnh

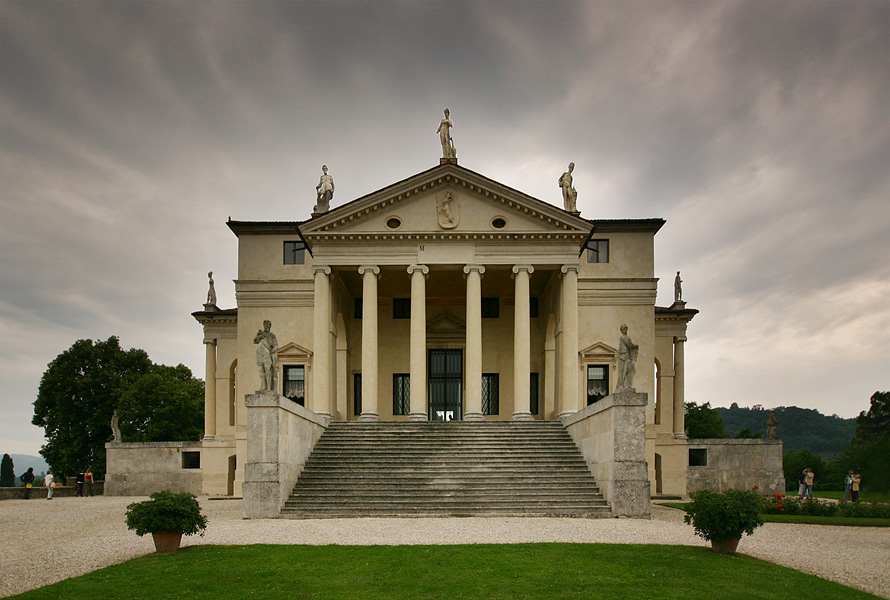
Villa Capra "La Rotonda"
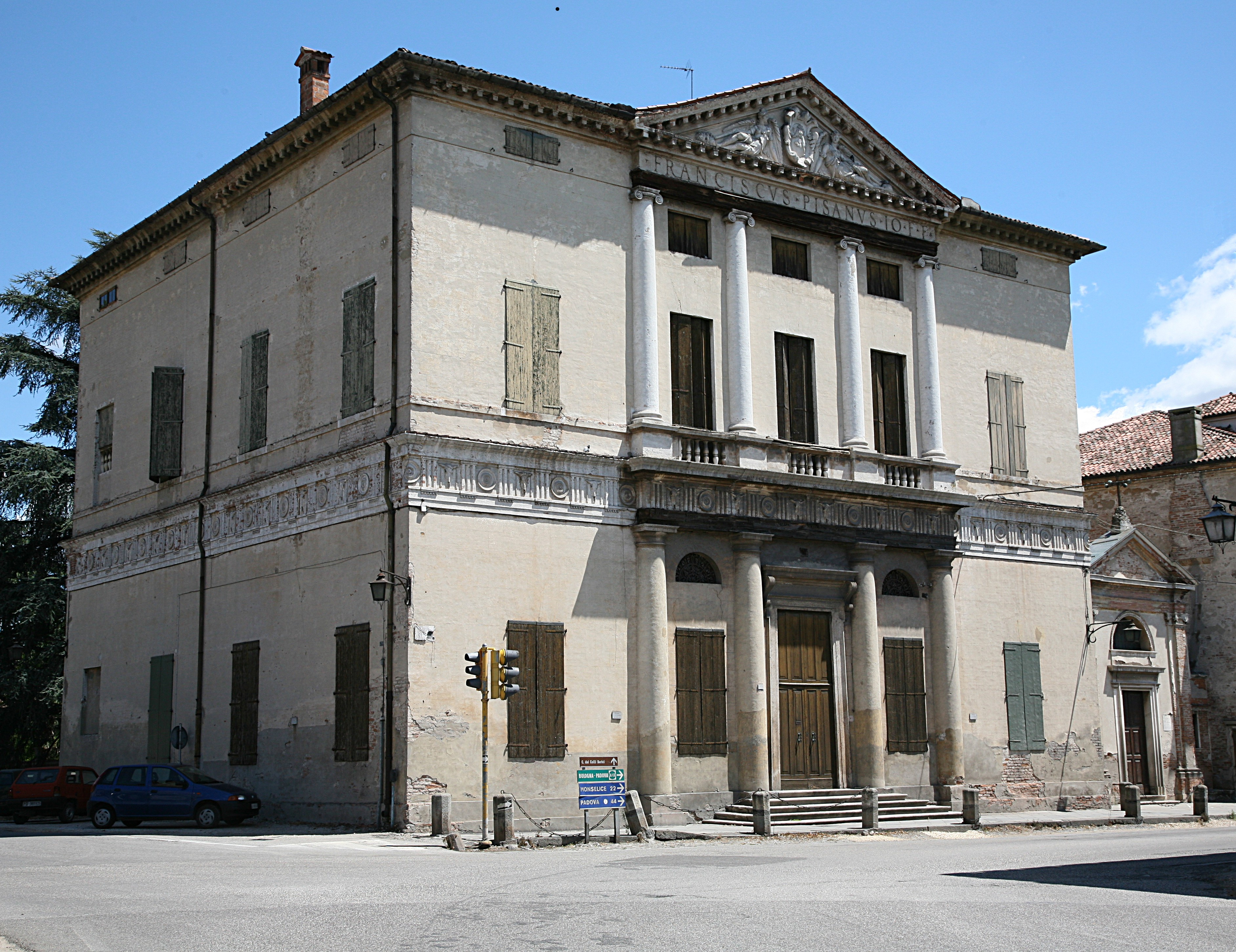
Villa Pisani (Montagnana)
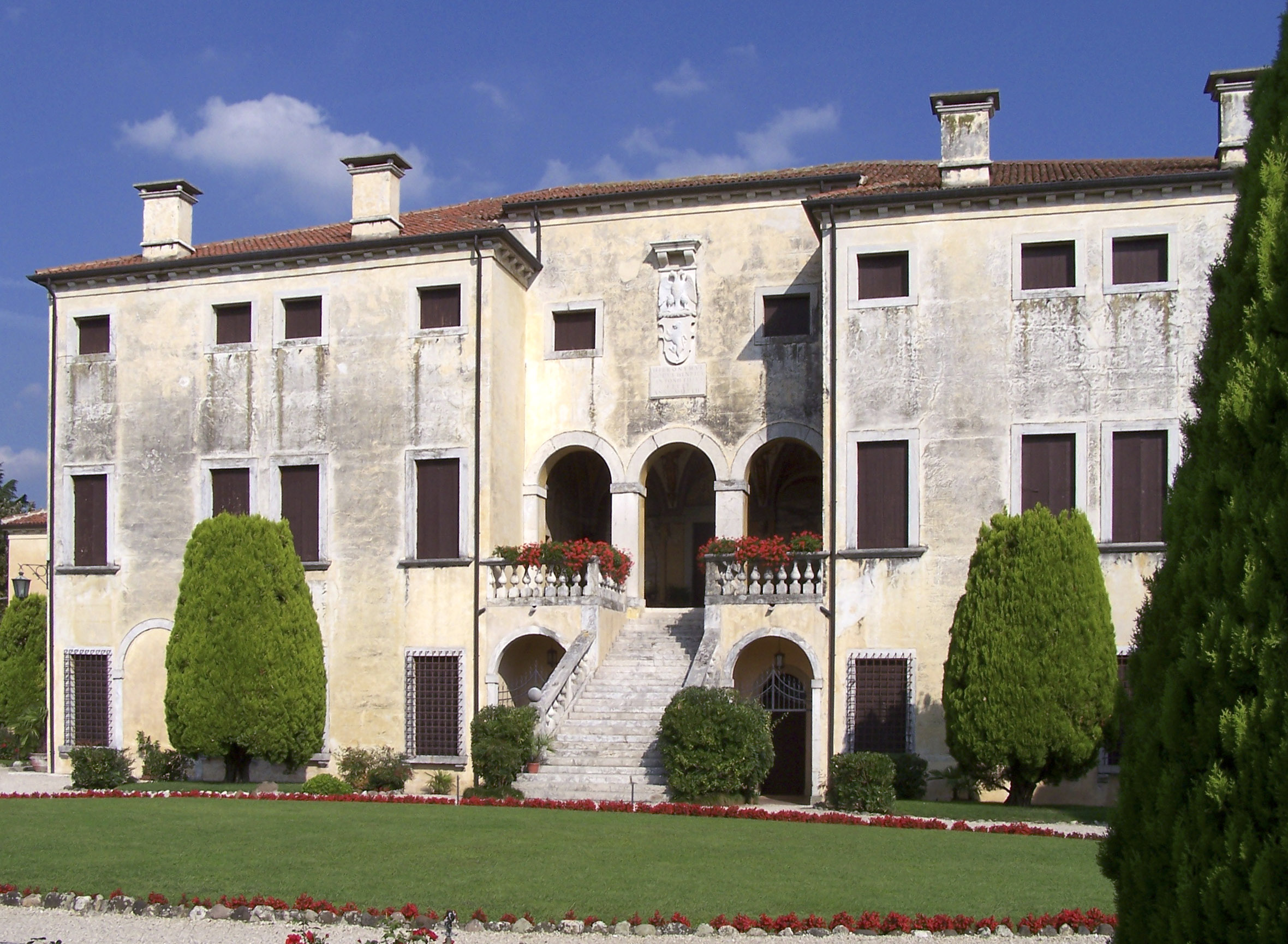
Villa Godi
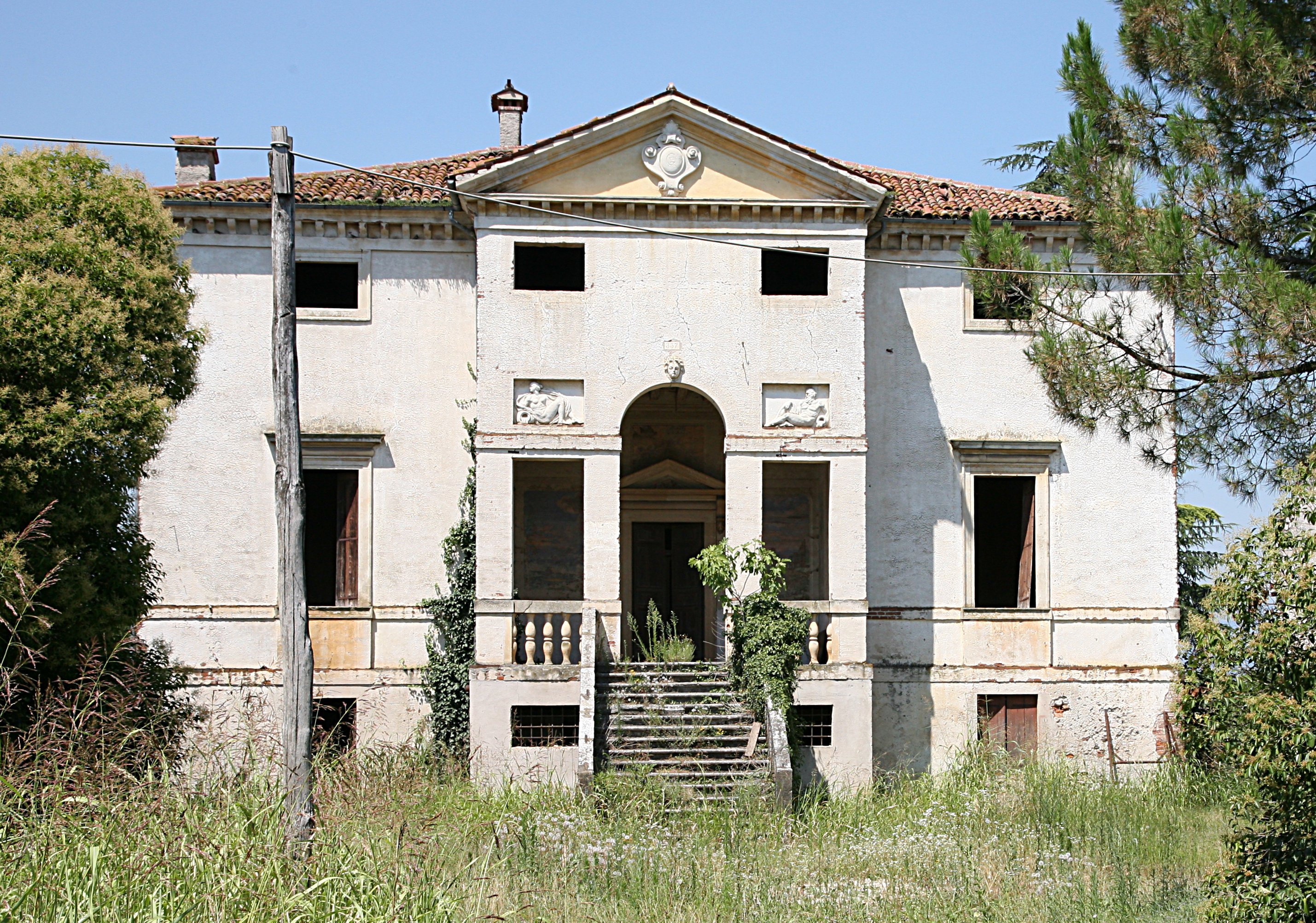
Villa Forni Cerato
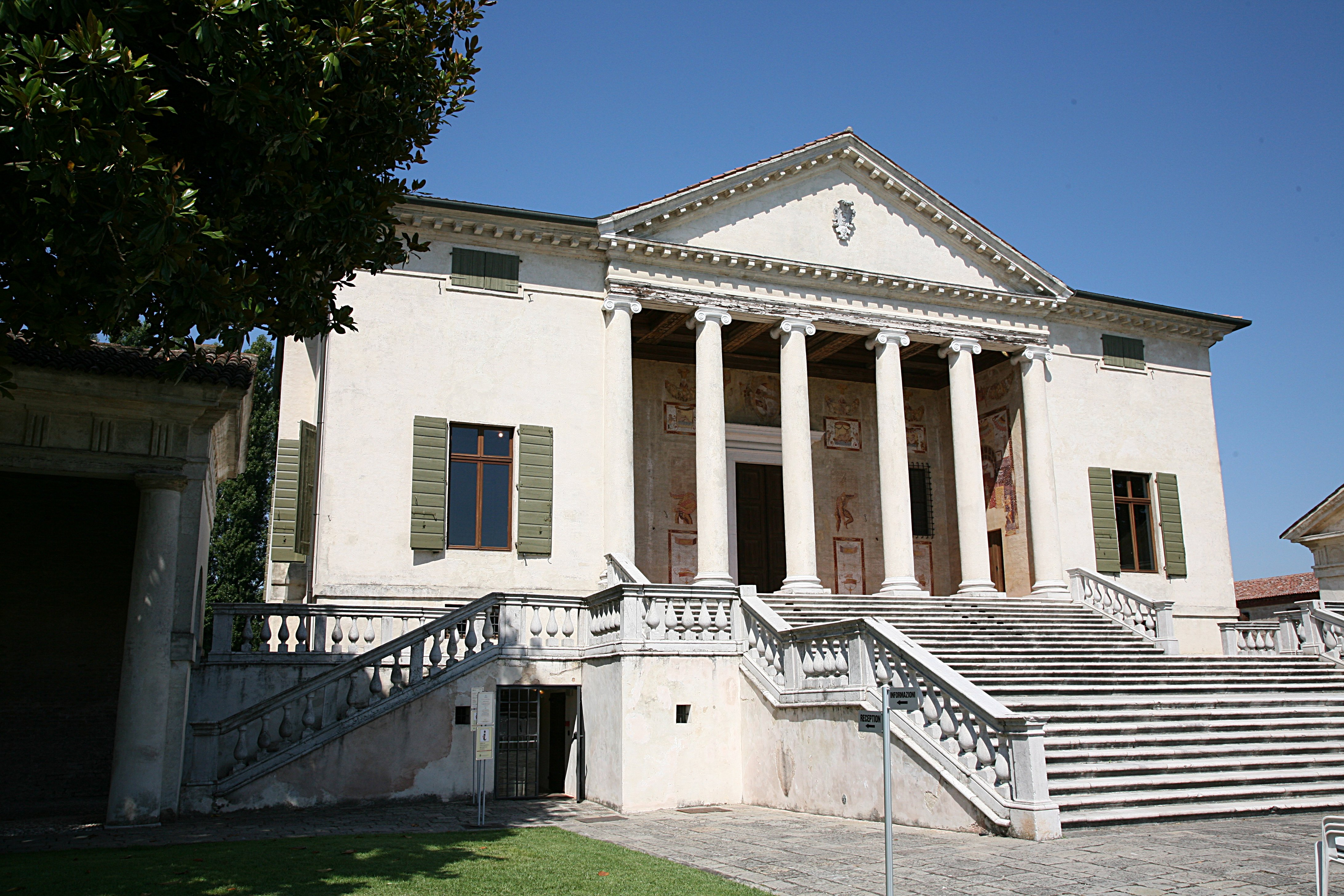
Villa Badoer
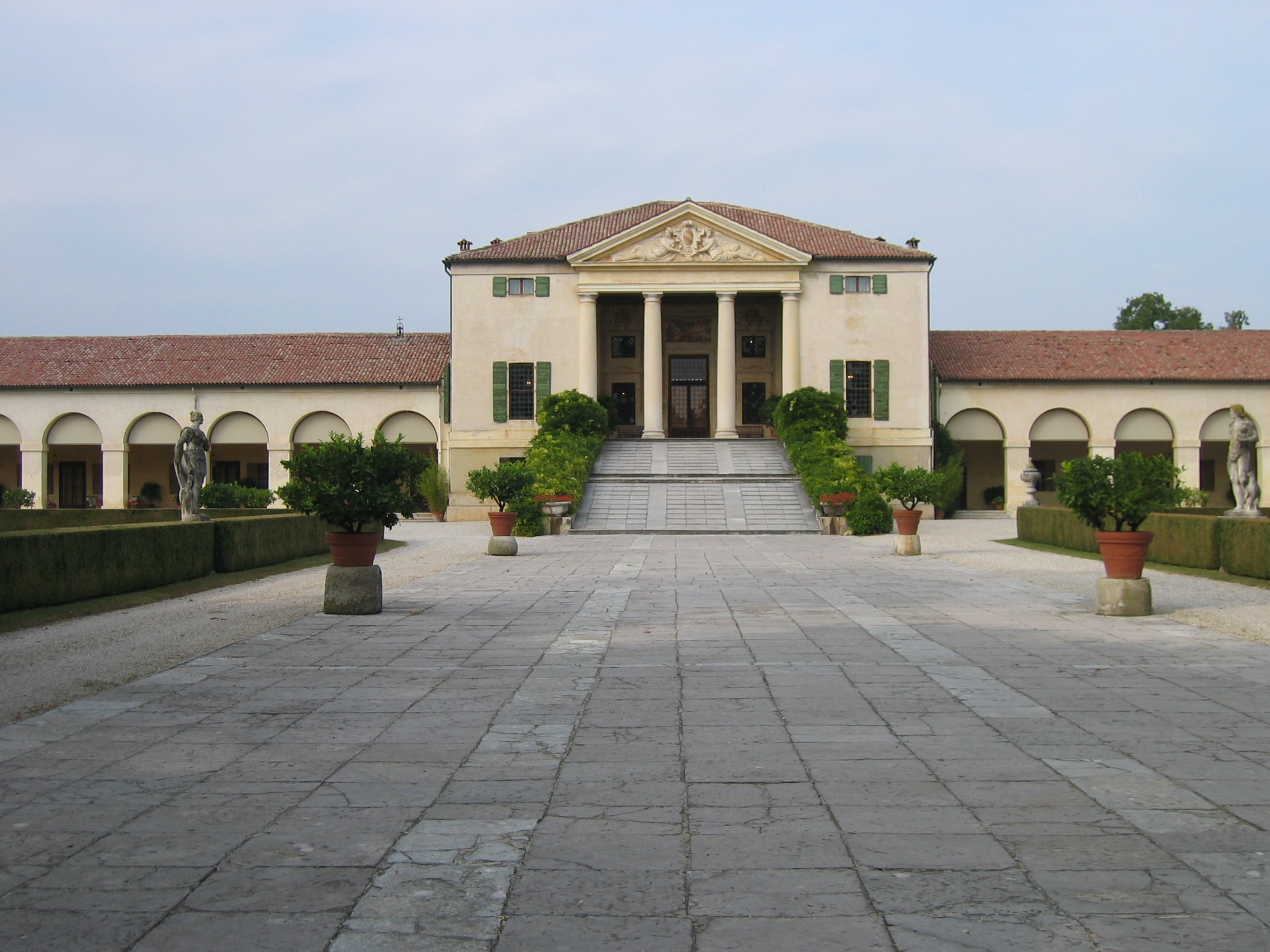
Villa Emo
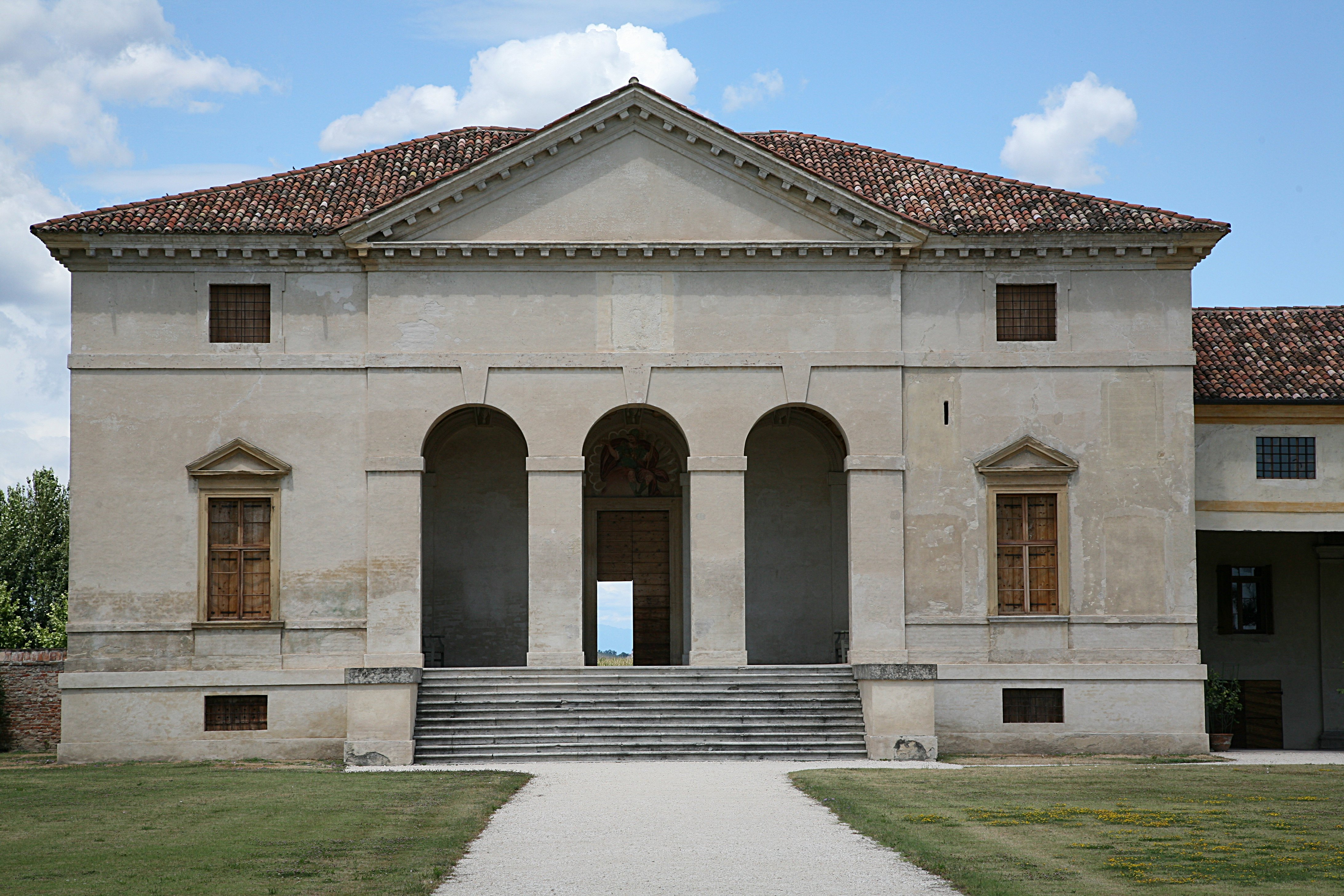
Villa Saraceno
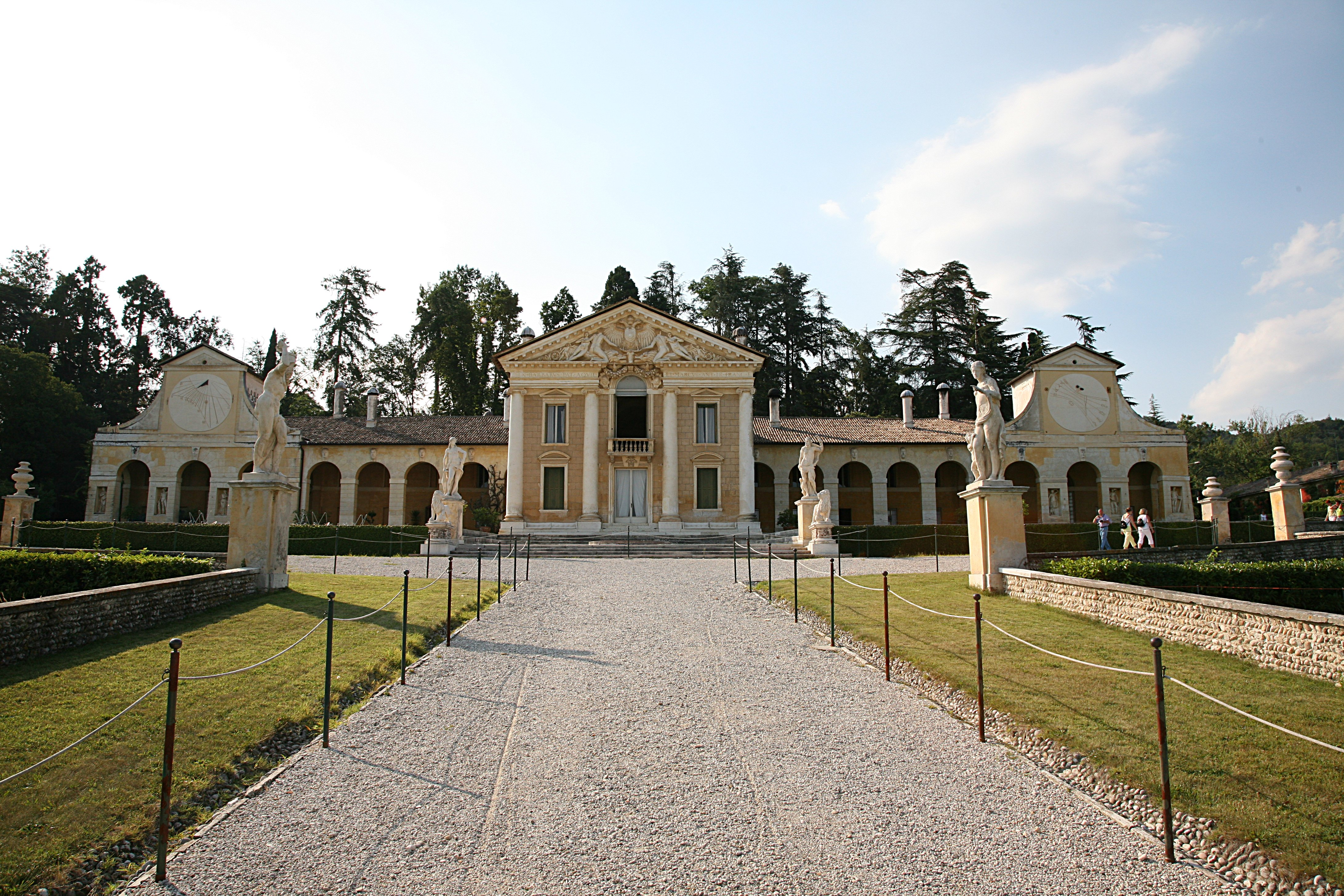
Villa Barbaro